# Блонг, Дженни
Дже́нни Блонг (англ. Jenni Blong) — американская актриса

 театра, телевидения и кино.

## Биография
Дженни Блонг окончила Студию Уильяма Эспера в Нью-Йорке.
Снимается в кино, работает как на телевидении, так и в театре. Она была приглашённой звездой в различных телесериалах, включая такие шоу как «Большая любовь», «Настоящая кровь», «Остаться в живых», «Столик в углу» и «Грань». Она также сыграла небольшие роли в фильмах «Плакса», «200 сигарет», «Симона» и «В поисках Аманды».
С 2006 года Блонг замужем за актёром Джоном Ливингстоном, есть дочь — Скарлетт Блонг.

## Фильмография
| Год       |   | Русское название       | Оригинальное название | Роль                              |
| --------- | - | ---------------------- | --------------------- | --------------------------------- |
| 1990      | ф | Плакса                 | Cry-Baby              | Инга                              |
| 1999      | ф | 200 сигарет            | 200 Cigarettes        | Подруга Шерил                     |
| 1999      | с | Ангел                  | Angel                 | Молодая женщина                   |
| 2000      | с | Полиция Нью-Йорка      | NYPD Blue             | Джулианн Морис                    |
| 2000      | с | Сильное лекарство      | Strong Medicine       | Тина                              |
| 2002      | с | Защитник               | The Guardian          | Сьюзан Матер                      |
| 2002      | ф | Симона                 | S1m0ne                | Джейн                             |
| 2003      | с | Детектив Раш           | Cold Case             | Николь                            |
| 2004      | с | 24 часа                | 24                    | Сьюзан Коул                       |
| 2004      | с | Клиент всегда мёртв    | Six Feet Under        | беременная женщина в лифте        |
| 2007      | ф | Музыка внутри          | Music Within          | Шейла                             |
| 2008—2013 | с | Настоящая кровь        | True Blood            | Мишель Стэкхаус                   |
| 2009      | с | Скорая помощь          | ER                    | Элейн Грисволд                    |
| 2009      | ф | Временно беременна     | Labor Pains           | беременная женщина на футболе № 1 |
| 2009      | с | Говорящая с призраками | Ghost Whisperer       | Линда Миллер                      |
| 2009      | с | Обмани меня            | Lie to Me             | Миссис Джексон                    |
| 2010      | с | Остаться в живых       | Lost                  | Линдси Баскем                     |
| 2010      | с | Правосудие             | Justified             | Молли Такер                       |
| 2010—2012 | с | Столик в углу          | The Booth at the End  | Дорис                             |
| 2010—2012 | с | Грань                  | Fringe                | Доктор Карла Уоррен               |